# Buckenbergkaserne
Die Buckenberg-Kaserne war eine Kaserne im Pforzheimer Stadtteil Buckenberg.
Die Buckenberg-Kaserne wurde in den 1930er-Jahren für die deutsche Wehrmacht nach den Plänen des Regierungsbaurats Karl Köllmel errichtet. Der Erstbezug der Kaserne fand im Oktober 1936 durch das III./Infanterie-Regiment 111 statt. Das Kasernengelände ist über 18 Hektar groß und viele Gebäude der Kaserne standen unter Denkmalschutz. Im Sommer 2007 wurden so gut wie alle Gebäude abgerissen, um das Gelände in ein Wohngebiet mit Einkaufszentrum umzugestalten.

## Belegung von 1936 bis 1945
Bis zum Ende des Zweiten Weltkrieges waren folgende deutsche Truppenteile in der Buckenberg-Kaserne untergebracht:
Fronttruppenteile
- 3. Bataillon des Infanterie-Regiments 111
- Sanitäts-Staffel
- Panzer-Pionier-Bataillon z. b. V. Pforzheim
- Landesschützen-Bataillon 408
- leichte Heimat-Flak-Batterie 29/VII
- leichte Heimat-Flak-Batterie 35/VII

Ersatztruppenteile
- Infanterie-Ersatz-Bataillon 35
- Grenadier-Ersatz- u. Ausbildungs-Bataillon (motorisiert) 35
- Grenadier-Ersatz-Bataillon (motorisiert) 35
- Reserve-Grenadier-Bataillon (motorisiert) 35
- Ersatz- u. Ausbildungs-Bataillon (M) 275

Kommandobehörden
- Festungs-Inspektion VII
- Ausbildungs-Leiter
- Wehrbezirks-Kommando
- Wehrmeldeamt
- Standortfunkstelle
- Feste Brieftaubenstelle
- Heeresfachschule (V.W.)
- Heeresfachschule (V.)
- Heeres-Standort-Verwaltung

Nach dem Zweiten Weltkrieg waren von 1951 bis 1996 französische Einheiten in der Kaserne stationiert, insbesondere ab 1963 das 3. Husarenregiment Esterhazy. Mit dessen Verlegung nach Immendingen 1996 endete die militärische Nutzung der Kaserne. Zeitweise wurde die Kaserne auch durch die Amerikaner genutzt. Insbesondere von den Soldaten der Nike-Stellung, die sich im angrenzenden Hagenschieß befand.
Nach 1996 begann eine lange Zeit der Bestrebungen nach einer zivilen Umnutzung (Konversion). Der Pforzheimer Gemeinderat lehnte einen Erwerb des in Bundeseigentum befindlichen Kasernengeländes 1999 ab und setzte auf private Investoren. Ein Wettbewerb, der den Erhalt der denkmalgeschützten Mannschaftsgebäude vorsah, führte jedoch zu keinem Erfolg.
Am 2. und 3. Mai wurde mit der Ideenfabrik BrainStore gemeinsam mit Jugendlichen und Betroffenen nach Ideen und Konzepten für das neue Buckenbergareal gesucht. Laut neuestem Stand werden alle Gebäude, außer die Waffenschmiede, welches zu einem Künstlerhaus umfunktioniert wird, und die zwei Eingangsgebäude, abgerissen und es wird eine Wohnsiedlung errichtet.
Ausgenommen hiervon sind die Offizierswohnungen. Diese wurden saniert und als Mehrfamilienhäuser und zum Teil auch als Studentenwohnheime für die Hochschule Pforzheim umgebaut.
Der angrenzende Standortübungsplatz wurde zum Biotop erklärt und die Standortschießanlage bei der Lettenbrunnenhütte wird zur Ausbildung der Hunderettungsstaffel des DRK genutzt.
Im Mai 2007 wurden die Gebäude, mit Ausnahme der Waffenschmiede und der Pferdeklinik, abgerissen. An ihrer Stelle soll durch eine Investorengruppe, zu der unter anderem die Stadtbau GmbH und die Stadtwerke gehören, eine neue Wohnsiedlung entstehen. Arbeiten hierzu begannen im Dezember 2007 mit dem Spatenstich für ein neues Einkaufszentrum.

## Dokumentarfilm
In den Jahren 2007 bis 2013 entstand im Auftrag der Konversionsgesellschaft Buckenberg der Dokumentarfilm Tiergarten – ein neuer Stadtteil entsteht über die Umwandlung der Buckenbergkaserne zum neuen Stadtteil Tiergarten. Regie führte der Dokumentarfilmregisseur Marcel Wehn. Der Film beschreibt aus Sicht der Investoren des groß angelegten Konversionsprojektes umfassend die Entwicklungsphase von der ersten Idee zum neuen Stadtteil Tiergarten bis hin zur fortgeschrittenen Bauphase. Zahlreiche Zeitzeugen und Historiker erzählen über die Geschichte der Buckenbergkaserne, so wie der ehemalige Soldat Ernst Stolterfoth des Infanterie-Regiments 111 oder der Pforzheimer Historiker und Autor Hagen Franke.